# Gunnel Ahlin
Gunnel Maria Ahlin, ogift Hellman, född 1 juni 1918 i Orsa församling, Kopparbergs län, död 7 januari 2007 i Katarina församling i Stockholm, var en svensk författare. 

## Biografi
Gunnel Ahlin var dotter till rektor Johannes Hellman och Aina Albihn. Hon tog studentexamen 1938 och arbetade från 1943 som yrkeslärare. Hon gifte sig 1946 med författaren Lars Ahlin och blev änka 1997. Tillsammans fick de en son, astronomen Per Ahlin (född 1948).
Gunnel Ahlin debuterade 1960 med romanen Röster en sommar och fick sitt genombrott 1974 med den historiska romanen Hannibal sonen.
Makarna Ahlin är begravda på Hedvig Eleonora kyrkogård i Stockholm.

## Priser och utmärkelser
- 1982 – Kellgrenpriset
- 1983 – Aniarapriset
- 2001 – De Nios Vinterpris
- 2002 – Birger Schöldströms pris